# Castelo de Namur
A Cidadela ou o Castelo de Namur é uma fortificação localizada em Namur, Bélgica. Originalmente, é da era romana, mas foi reconstruído diversas vezes.